# Modulação por posição de pulso
Modulação por posição de pulso é a forma de modulação de sinal na qual os M bits de uma mensagem são codificados transmitindo-se um único pulso em uma das {\displaystyle 2^{M}} trocas de tempo possíveis. Isto é repetido a cada T segundos, tal que a taxa de bits transmitidos seja M/T bits por segundo. É principalmente útil para sistemas de comunicação óptica, onde tende-se ter pequena ou nenhuma interferência multipath.

## Sincronização
Uma das principais dificuldades de implementação desta técnica é que o receptor dever ser sincronizado corretamente para ajustar o clock local com o início de cada símbolo.
Conseqüentemente, é freqüentemente implementada diferencialmente como Modulação por posição de pulso diferencial, pelo qual cada posição de pulso é codificada relativamente ao pulso anterior, tal que o receptor deve apenas medir a diferença no tempo de chegada dos pulsos sucessivos. É possível limitar a propagação de erros para símbolos adjacentes, sendo que um erro na medida do delay diferencial de um pulso afetará apenas dois símbolos, em vez de afetar todas as medições sucessivas.

## Sensitividade à Interferência Multipath
Fora as questões consideradas da sincronização do receptor, a principal desvantagem da PPM é que ela inerentemente sensível à interferência multi-caminho que surge em canais com enfraquecimento seletivo de freqüência, por meio do qual o sinal do receptor contem um ou mais ecos de cada pulso transmitido.